# Ralf Bruhn

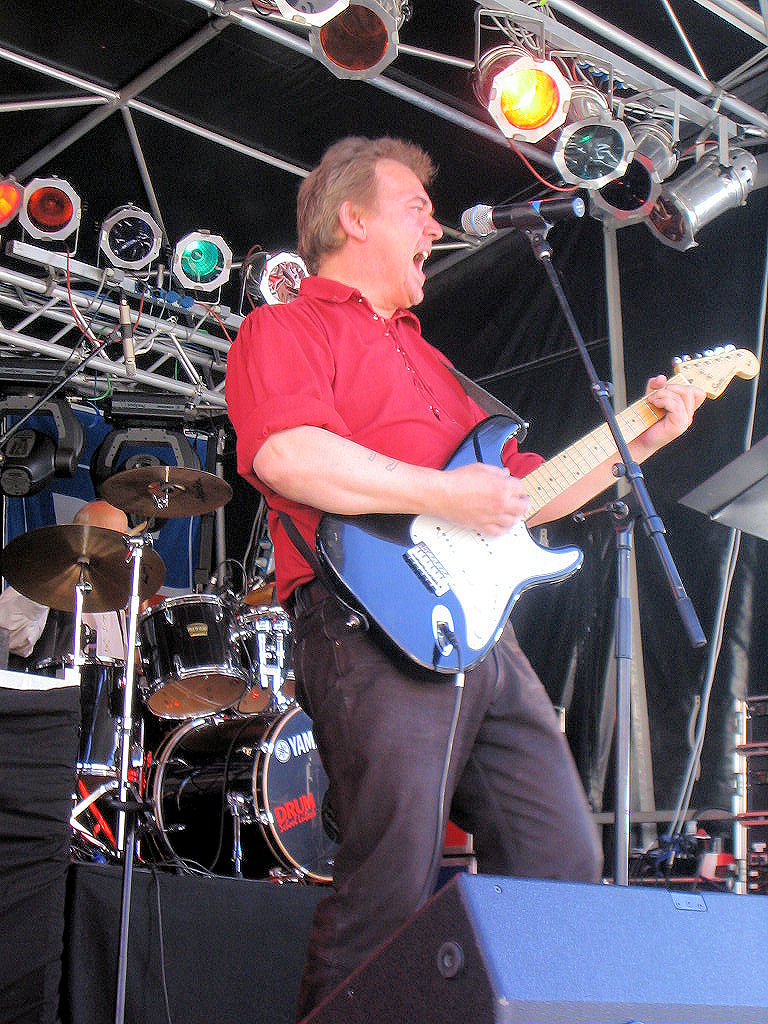

Ralf Bruhn (* 8. Mai 1955 in Malente) ist ein deutscher Musiker, Komponist und Musikproduzent. Er ist Sänger, Songschreiber und Gitarrist der norddeutschen Band Küstenrebellen.

## Leben
Ralf Bruhn erhielt als Jugendlicher sowohl klassischen als auch modernen Gitarrenunterricht. Er spielte zunächst Folk- und Rocksongs. Auch nahm er erfolgreich an Musikwettbewerben teil; 1979 erreichte er den 1. Platz bei einem Talent-Casting von Hansa Records, lehnte aber einen Plattenvertrag als Schlagersänger ab. Nach einer Ausbildung als Technischer Zeichner war er bis 1990 in einem Konstruktionsbüro tätig.
1983 gründete er seine erste Rockband und wirkte außerdem als Gitarrist und Sänger in Tanzkapellen mit. Bis zu den 2000er Jahren gründete er einige Bands, wie Strand Boys, Käpt’n Krögers Bordband, das Küstenduo Julia & Ralf die Countryband Roadster die Atlantic-Dance-Band sowie die Küstenrebellen.
Als Sänger und Autor der Strand Boys war er am Ostseewalzer An der Ostsee da ist es schön beteiligt, der 1988 zur Eröffnungshymne des Schleswig-Holstein-Tages gewählt und bei dem Hamburger Label Polysong veröffentlicht wurde. Als Sänger und Autor von Käpt’n Krögers Bordband komponierte er vorwiegend niederdeutsche (plattdeutsche) Titel wie z. B. Op de See, Damper Rock und Und de Wind huult, die Ende der 1990er Jahre mehrfach in NDR-Sendungen wie Melodie der Meere und Bi uns to Hus einem breiten Publikum präsentiert wurden. Veröffentlicht wurde die LP beim Hamburger Label Carmina-Records. Als Sänger und Komponist der Countryband Roadster erreichte er mit dem selbst geschriebenen Song Like a lonesome Rider 2008 Platz 3 der deutschen Countrycharts.

## Privatleben
Ralf Bruhn ist seit 2021 mit der Schlagersängerin Julia Wegner verheiratet.

## Diskografie
Interpret & Komponist
- Ostseewalzer – Strandboys
- Du bist das Girl meiner Träume – Strandboys
- Und de Wind huult – Käpt´n Krögers Bordband
- Damper Rock – Käpt´n Krögers Bordband
- Käpt´n Krögers Crew – Käpt´n Krögers Bordband
- Op de See – Käpt´n Krögers Bordband
- Bier und Korn – Käpt´n Krögers Bordband
- Like a lonesome Rider – Roadster
- Out of nowhere – Roadster
- Auf zu neuen Ufern – Julia & Ralf
- Ein Sommer zum verlieben – Julia & Ralf
- Gestrandet – Küstenrebellen
- Sturmflut – Küstenrebellen
- Vorn und achtern, Leinen los – Küstenrebellen
- Das sind doch alles kleine Fische – Küstenrebellen
- Auf der irischen See – Küstenrebellen
- Raus auf See – Küstenrebellen